# Ludovico di Sarego
Ludovico di Sarego (* 1558 in Verona; † 5. August 1625) war ein italienischer römisch-katholischer Geistlicher, Bischof von Adria und Apostolischer Nuntius in der Schweiz.

## Leben
Geboren als Sohn des Federico di Sarego und der Violante dei Conti di Canossa begann er seine kuriale Laufbahn als Referendar an den Gerichtshöfen der Apostolischen Signatur. Am 17. September 1612 wurde er zum Bischof von Adria erwählt. Die Bischofsweihe spendete ihm am 14. Oktober desselben Jahres Kardinal Giovanni Garzia Millini; Mitkonsekratoren waren Coriolano Garzadori, Bischof von Ossero, und Marco Cornaro, Bischof von Padua.
Von 1613 bis 1621 war Ludovico di Sarego Nuntius in der Schweiz. Am 24. September 1622 resignierte er als Bischof von Adria.

## Wirken
Als Nuntius in der Schweiz verschaffte Ludovico di Sarego der Schweizer Benediktinerkongregation die 1622 von Papst Gregor XV. bestätigte Exemtion von der bischöflichen Jurisdiktion und Visitation und schuf eine oberdeutsche Zisterzienserkongregation, der sich auch Kloster Hauterive, Kloster Wettingen und Kloster St. Urban widerstrebend anschlossen. Er hielt die Jesuiten zur Weiterarbeit im Wallis an und unterstützte die vom Protestantismus bedrohten Bistümer Sitten und Chur. So besuchte er 1614 Bischof Johann Flugi in Sitten. In den Auseinandersetzungen nach dem „Bieler Tauschhandel“ von 1599 zwischen dem Bischof von Basel und der Stadt Bern trat Ludovico di Sarego für ein Schiedsgericht ein. Er förderte auch die Residenznahme des Bischofs von Lausanne in Freiburg, 1615 erfolgte durch di Sarego die Vertragskonfirmation.